# Puente Reina Isabel II (Islas Vírgenes Británicas)
El Puente Reina Isabel II (en inglés: Queen Elizabeth II Bridge) es un puente que une la isla de Tórtola con la isla Beef con en las Islas Vírgenes Británicas. Dos puentes han compartido el mismo nombre, el primero funcióno de 1966 a 2003, y un nuevo puente se completó en 2002.
El primer Puente de la Reina Isabel II fue inaugurado en febrero de 1966 por la propia reina Isabel II. El puente era de acero y construido de piedra con un solo carril.